# ماتي لوند نيلسن
ماتي لوند نيلسن (بالدنماركية: Matti Lund Nielsen)‏ (8 مايو 1988 بأودنسه في الدنمارك - ) هو لاعب كرة قدم دانمركي في مركز الوسط. شارك مع منتخب الدنمارك تحت 17 سنة لكرة القدم ومنتخب الدنمارك تحت 18 سنة لكرة القدم ومنتخب الدنمارك تحت 19 سنة لكرة القدم ومنتخب الدنمارك تحت 20 سنة لكرة القدم ومنتخب الدنمارك تحت 21 سنة لكرة القدم. أما مع النوادي، فقد لعب مع نادي أودنسه ونادي بيروجيا ونادي بيسكارا ونادي ساربسبورغ 08 ونادي لينغبي ونادي نوردشيلاند وهيلاس فيرونا.

## وصلات خارجية
- ماتي لوند نيلسن على موقع الاتحاد الأوربي (الإنجليزية)
- ماتي لوند نيلسن على موقع اتحاد النرويج (النرويجية)
- ماتي لوند نيلسن على موقع قاعدة بيانات كرة القدم.إي يو (الإنجليزية)
- ماتي لوند نيلسن على موقع Soccerway.com (الإنجليزية)
- ماتي لوند نيلسن على موقع عالم كرة القدم.نت (الإنجليزية)